# Ich und Kaminski (Film)
Ich und Kaminski ist ein Spielfilm von Wolfgang Becker nach dem gleichnamigen Roman von Daniel Kehlmann. Er lief in den deutschen Kinos ab dem 17. September 2015.

## Handlung
Sebastian Zöllner ist Kunstkritiker und ein überheblicher, unangenehmer Mensch. Er lebt in der Wohnung seiner Freundin Elke und auf ihre Kosten. Zöllner will eine Biografie über den als „blinder Maler“ bekannt gewordenen Manuel Kaminski schreiben und damit endlich einen großen Erfolg landen. Er setzt darauf, dass nach dem absehbaren Tod des betagten Künstlers sein Buch ein Verkaufsschlager und zu einem Standardwerk wird. Seine Vermutung: Kaminiski ist gar nicht erblindet, er hat die Kunstwelt in dieser Hinsicht betrogen.
Zöllner reist mit dem Zug in die Schweiz, wo der alte Maler in einem einsam gelegenen Haus in den Bergen wohnt, und nimmt sich ein Zimmer in einer Pension. Dort erhält er den Anruf seiner Freundin Elke, die ihm ihre Beziehung aufkündigt.
Die Tochter des Künstlers, Miriam, will bei den Gesprächen zwischen Zöllner und Kaminski dabei sein. In den ersten Treffen erfährt Zöllner wenig. Als Miriam außer Haus ist, verschafft er sich Zutritt und besticht die Haushälterin, damit sie ihn mit dem Maler allein lässt. Er durchsucht das Haus. In einem Schreibtisch findet er Kaminskis Korrespondenz mit einigen der berühmtesten Künstlern des vergangenen Jahrhunderts, u. a. mit Matisse und Picasso. Im Keller entdeckt er das seit langem ungenutzte Atelier mit vier Selbstporträts, von denen er zwei vom Keilrahmen löst und entwendet. In seiner Vorstellung ist er nun bereits ein berühmter Bestsellerautor, und Miriam himmelt ihn an.
Zöllner konfrontiert den Maler damit, dass seine Jugendliebe Therese noch lebt. Dieser will sofort zu ihr fahren. Zöllner sieht darin eine Chance, ohne die Abschirmung durch Miriam mehr zu erfahren. Sie brechen mit der Luxuslimousine des Malers auf. An einer Raststätte lässt Kaminski einen älteren Anhalter ins Auto steigen. Als Zöllner an einer Tankstelle den Maler zur Toilette begleitet, türmt der Anhalter mit dem Auto, in dem sich Zöllners Manuskript befindet. Kaminski und er setzen die Fahrt in einem Taxi fort. Um 13 Uhr will Kaminski gewohnheitsgemäß seinen Mittagsschlaf halten. Der Taxifahrer setzt beide vor einem schäbigen Hotel ab, das Zöllner als luxuriös ausgibt. Während Zöllner schläft, holt sich Kaminski eine Prostituierte aufs Zimmer. Später fahren sie mit dem Zug weiter. Weil Kaminski kein Geld bei sich hat, muss Zöllner für sämtliche Kosten aufkommen. Unterwegs übernachten sie bei Zöllners ehemaliger Freundin Elke und entwenden ihren Mercedes.
Das Treffen mit Therese verläuft enttäuschend. Sie kann oder will sich an kaum etwas erinnern, nennt ihren einstigen Liebhaber fortwährend „Miguel“ und ist eigentlich nur an ihren Kindern und dem Fernsehprogramm interessiert. Vor dem Haus ist inzwischen Miriam mit Kaminskis wiedergefundenem Wagen eingetroffen. Sie setzt Zöllner darüber in Kenntnis, dass die wichtigsten Teile der Kaminski-Biografie bereits von Golo Moser, seinem großen Konkurrenten, geschrieben worden sind. Er darf sich jedoch mit ihrer Zustimmung noch von Kaminski verabschieden. Dieser wünscht sich, ans Meer gebracht zu werden, was Miriam ihm verwehren wollte. Da der Zündschlüssel in Miriams Wagen steckt, können sie an der wütenden Tochter vorbei ans Meer brausen.
Am Strand setzen sie sich nebeneinander in den Sand. Kaminski schreibt auf die entwendeten Leinwände mit den Selbstporträts „Für Sebastian“. Kaminski fragt Zöllner nun, was er habe, mit Anspielung auf die Legende des buddhistischen Missionars Bodhidharma, der seinem Schüler auf die Aussage "Meister, ich habe nichts" antwortet: "Dann wirf es weg!".
Nun versteht Zöllner Kaminski etwas besser und wirft sein inzwischen nutzlos gewordenes Manuskript ins Wasser. Auf Kaminskis Frage, was er jetzt tun wolle, antwortet er, dass er das nicht wisse. Der alte Mann bleibt allein am Meer sitzen und wird zu einer gemäldehaften Darstellung, wie auch schon in anderen Szenen des Films.

## Vor- und Abspann

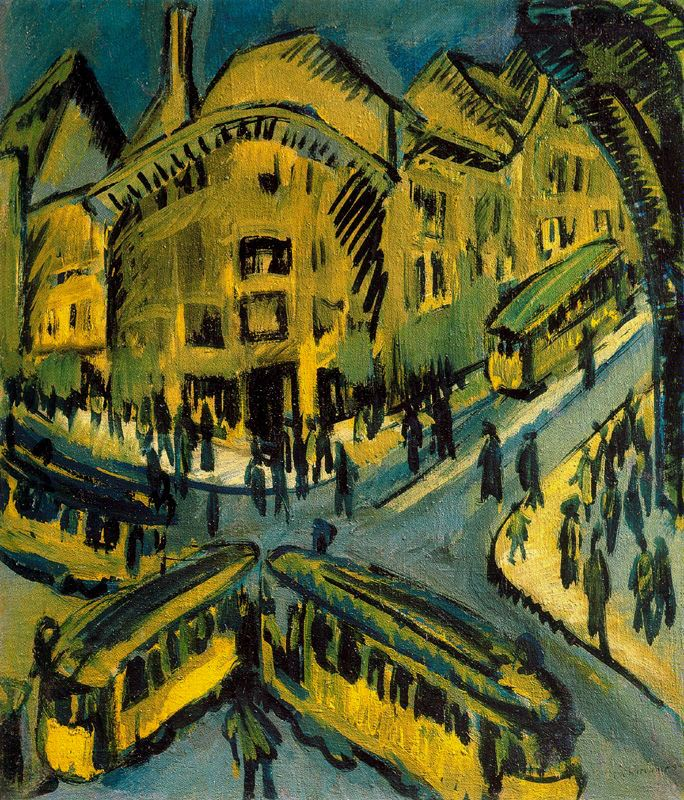
Das Bild Nollendorfplatz von Ernst Ludwig Kirchner (1912)

Zu Beginn des Films wird in verschiedenen Sprachen über den Tod des Malers Manuel Kaminski berichtet und damit auf das Ende des Films Bezug genommen. Danach wird die Lebensgeschichte Kaminskis gezeigt. Man sieht ihn als Kind und später mit seinen Lehrern Matisse und Picasso. Seine Augenprobleme werden angedeutet; er hat zahlreiche Fahrzeuge zu Schrott gefahren, auch ein Flugzeug ging in den 1930er Jahren zu Bruch. In einer Szene führt die TV-Moderatorin Luzia Braun ein fiktives Interview mit Schauspieler Daniel Brühl in seiner Rolle als Journalist Sebastian Zöllner. Außerdem sieht man das Solomon R. Guggenheim Museum in New York City, die Neue Nationalgalerie in Berlin und das Centre Georges-Pompidou in Paris. Ferner wird der berühmte Videoclip zu dem Song Subterranean Homesick Blues von Bob Dylan von 1965 parodiert. Musikalisch ist diese Filmsequenz mit John Adams The Chairman Dances (Foxtrot for Orchestra) unterlegt. Der farbintensive Abspann dagegen besteht aus zahlreichen animierten Gemälden, die zu leben beginnen, etwa das expressionistische Bild Nollendorfplatz von Ernst Ludwig Kirchner von 1912. In den Bildübergängen des Abspanns tropfen Farben als Drip Painting zusammen, ein Malstil, wie ihn besonders Jackson Pollock prägte.

## Rezeption
Von der Deutschen Film- und Medienbewertung wurde Ich und Kaminski mit dem Prädikat Besonders wertvoll versehen. In der Begründung hieß es: „Wolfgang Becker ist eine sehenswerte Literaturverfilmung gelungen: eine Satire auf den Kunstbetrieb, eine Reflexion über die Kunst und schließlich ein berührendes Road Movie.“
Filmkritiken wie Zuschauerurteile fielen insgesamt sehr unterschiedlich aus. So urteilte Jens Jessen für Die Zeit fast überschwänglich: „(…) ein Meisterwerk (…) (vor allem für deutsche Verhältnisse) makellos (…) schwindelerregendes Gefühl für Timing und Proportion. Die Pointen sitzen (…) von souveräner Leichtfüßigkeit (…) bravourös und umwerfend komisch (…) Virtuosenstück“. Er lobte darüber hinaus besonders die Leistung von Hauptdarsteller Daniel Brühl als „meisterlich“ und die von Jördis Triebel in der Rolle der Exfreundin als „großartig“.
Tags darauf jedoch titelte Wiebke Porombka für das gleiche Blatt abschätzig „Der Maler schnarcht ins Mikrofon“ und konstatierte, Wolfgang Becker sei es „gelungen, sämtliche Plattitüden der Romanvorlage wiederzukäuen.“ Verständnislos stellte sie fest: „Das soll offenbar unter Slapstick fallen (…) Solche Charaktere erlebt man gewöhnlich allenfalls auf Boulevardbühnen. Ästhetisch scheint Becker sich eben dort bedient zu haben.“ Am Ende des Verisses als „Kunsthandwerk“ resümiert sie dann versöhnlich: „Zweifelsohne wird es Menschen geben, die sich über Ich und Kaminski und über all die alberne Kunst, die dort vorgeführt wird, amüsieren.“